# Gilles Perrault

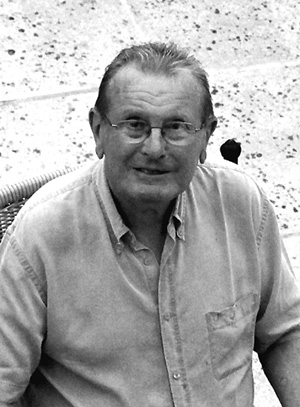
Gilles Perrault

Gilles Perrault, (Parijs, 9 maart 1931 – Sainte-Marie-du-Mont, 3 augustus 2023) was een Frans auteur en journalist. Zijn officiële naam was Jacques Peyroles en zijn vroegste werk verscheen onder het pseudoniem Gil Perrault.

## Levensloop
Perrault was de zoon van een Parijse advocaat en van Germaine Peyroles, christendemocratisch volksvertegenwoordiger voor de Mouvement républicain populaire (MRP), beiden actief in het Verzet. Na zijn rechtenstudies was hij vijf jaar advocaat in Parijs.
Als gevolg van zijn legerdienst in Algerije (1955) schreef hij het essay Les Parachutistes, dat succes kende. Hij kreeg er de eerste Prix Aujourd'hui voor. Hij werd journalist en maakte reportages over India, over Nehru, over de Olympische Spelen 1964 en over de problemen van de zwarte bevolking in de Verenigde Staten.
Hij wijdde zich vervolgens aan de studie van minder bekende aspecten van de Tweede Wereldoorlog, meer bepaald spionage en verzet. Dit resulteerde in een dozijn avonturenromans die hij tussen 1956 en 1961 publiceerde onder de schuilnaam Gil Perrault.
In 1964 begon hij aan ernstiger werk. Dit werd Le Secret du jour J, bekroond door een Actiecomité van het Verzet. In 1967 volgde L'Orchestre rouge, het verhaal van Leopold Trepper en zijn netwerk van sovjetspionnen in de Tweede Wereldoorlog, dat (ook als film) een nadrukkelijk succes kende.
In 1969 verscheen opnieuw een spionageroman: Le Dossier 51, die in 1978 verfilmd werd.
In 1978 publiceerde hij Le Pull-over rouge, het verhaal van de geëxecuteerde kindermoordenaar Christian Ranucci, wiens schuld hij in vraag stelde. Hij vervolgde met boeken over deze zaak, in 1995, 2004 en 2006. In 2008 werd hij veroordeeld (in 2009 in beroep bevestigd) voor laster tegenover politiemannen in het kader van de Ranucci-affaire.
In 1990 publiceerde hij Notre ami le roi, een donker portret van de koning van Marokko Hassan II, die hij een regime gebaseerd op martelpraktijken verweet, meer bepaald ten overstaan van de samenzweerders die hem wilden uit de weg ruimen en van hun familieleden. Het boek zorgde voor diplomatieke moeilijkheden tussen Frankrijk en Marokko.
Vervolgens ging Perrault verder terug in de geschiedenis. Hij schreef een trilogie onder de titels Le Secret du Roi, L'Ombre de la Bastille en La Revanche américaine, gewijd aan Charles-François de Broglie, chef van het cabinet secret du Roi en aan de buitenlandse politiek en de spionagepraktijken onder Lodewijk XV, in de jaren 1740 tot 1785.
Van 1995 tot 2016 werden zijn memoires uitgegeven (de trilogie Souvenirs) en het verhaal van zijn grootvader Alexandre Merlot (1862-1945).
Daarnaast schreef Perrault ook een viertal boeken voor kinderen.
Perrault overleed in de nacht van 2 op 3 augustus 2023 op 92-jarige leeftijd.

## Politieke overtuigingen
Politiek leunde Perrault aan bij Franse linkse bewegingen en werd communist.
Samen met de zanger Renaud en anderen, stichtte Perrault in 1989 de actiegroep  Ça suffat comme ci, die zich inzette voor het kwijtschelden van de schulden van de ontwikkelingslanden. Hij was ook lid van het erecomité van de Coordination française pour la Décennie voor vrede en geweldloosheid.
In de jaren 1990 was hij zeer actief in de strijd tegen het Front National. In Libération schreef hij : « Un adversaire, ça se combat. Mais un ennemi comme Le Pen, ça s'extermine. » Even later rectificeerde hij: « ça s'extermine, politiquement ».
Hij nam deel aan de stichting van de beweging Ras l'front, maar distantieerde er zich van in 1996 naar aanleiding van ruzies met Didier Daeninckx en met de Ligue communiste révolutionnaire.
Perrault zette zich in voor de Association pour le Droit de Mourir dans la Dignité. In 2012 ondertekende hij een oproep tot de presidentskandidaten hen vragende zich ertoe te verbinden een wetsontwerp over de legalisatie van euthanasie in te dienen bij het parlement.

## Publicaties
Onder de naam Gil Perrault:
- Jamais deux sans trois (1956)
- Trois as (1957)
- Le Sahara brûle (Les Aventures du pétrole I) (1957)
- Ballade au soleil (Les Aventures du pétrole II) (1957)
- C'était le bon temps (1957)
- La Bombe (Les Aventures du pétrole III) (1957)
- La Main rouge (1960)
- Le Faux Frère (1960)
- La Grande Soif (1960)
- Si tu vas à Cuba (1960)
- Dynamite (1961)
- Furie (1961)

Onder de naam Gilles Perrault:
- Les Parachutistes (1961, Seuil; 1997, Arléa ; 2006,Fayard) Prix Aujourd'hui
- Casanova. Textes choisis dans les Mémoires (1963, J'ai lu)
- Le livre noir du capitalisme (1998, Le Temps des Cerises)
- Le Secret du jour J (1964, Fayard; J'ai lu n° A134/135)
- L'Orchestre rouge (1964, Fayard; Livre de poche) - Het Rode Orkest
- Le Dossier 51 (1969, 1989, Fayard; Livre de poche) verfilmd door Michel Deville.
- Du service secret au gouvernement invisible (1970, Paris, Le Pavillon)
- L'Erreur (1971, 2008, Fayard)
- Le Grand Jour (6 juni 1944) (1974, 1994, J.C. Lattès; 1994)
- La Longue Traque (1975, 1998, J.C. Lattès; Livre de poche)
- Le Pull-Over rouge (1978, Ramsay; 1994, Fayard; Livre de poche)
- Les Gens d'ici (1981, Ramsay; 1997, Fayard)
- La Petite Bande (1983, Ramsay) kinderboek
- Un homme à part (1984, Barrault; 2006, Fayard)
- Taupes rouges contre S.S. (1986, Paris, Messidor)
- Le Dérapage (1987, Mercure de France; 1989, Folio)
- Paris sous l'Occupation (1987, Belfond)
- L'Orchestre rouge. Édition revue et augmentée (1989, Fayard)
- Notre ami le roi (1990, Gallimard; 1992, Folio) - Een bevriend staatshoofd, Hassan II van Marokko, absoluut monarch
- Pourqoui les guerres? (1992, Seuil) kinderboek
- Le Secret du Roi 1. La Passion polonaise (1992, Fayard; Livre de poche)
- Le Secret du Roi 2. L'Ombre de la Bastille (1993, Fayard; Livre de poche) Prix Femina-Essai
- Les Sanglots longs (1995, Fayard)
- Christian Ranucci, vingt ans après (1995, Julliard)
- Souvenirs 1. Les Jardins de l'Observatoire (1995, Fayard; 1996, Livre de poche)
- Le Secret du Roi 3. La Revanche américaine (1996, Fayard; 1996, Livre de poche)
- Ruse de guerre (1997, Bayard) kinderboek
- Le Goût du secret. Entretien avec Jean-Maurice de Montremy (1997, Arléa)
- Lettres aux deux juges françaises décorées de la Cruz de Honor de la Orden de San Raimundo de Peñafort (1999, Fayard)
- Le Soldat perdu (2000, Noesis; 2003, Agnès Viennot)
- La Maison 1. Le Garçon aux yeux gris (2001, Fayard) Prix Simenon
- Les Vacances de l'Oberleutnant von La Rochelle (2002, Fayard)
- Souvenirs 2. Go! (2002, Fayard)
- La Maison 2. L'Homme au bout du rouleau (2004, Fayard; Livre de poche)
- La Maison 3. La Jeune Femme triste (2004, Fayard)
- Le Déshonneur de Valéry Giscard d'Estaing (2004, Fayard)
- L'Ombre de Christian Ranucci (2006, Fayard)
- Souvenirs 3. Checkpoint Charlie (2008, Fayard)
- Les Deux Français… et autres récits (2010, Fayard) ISBN 978-2-213-65516-1
- Dictionnaire amoureux de la Résistance (2014, Fayard/Plon; 2020, Plon - pocket) ISBN 978-2-259-28381-6
- Grand-père (2016, Seuil) ISBN 978-2-02-131344-4
- La Justice expliquée à ma petite-fille (2017, Seuil)